# Mele (Słowenia)
Mele – wieś w Słowenii, w gminie Gornja Radgona. W 2018 roku liczyła 151 mieszkańców.